# 3 Sekunden
3 Sekunden ist ein Lied der deutschen Rapperin und Sängerin Céline, in Zusammenarbeit mit der deutschen Sängerin und Schauspielerin Paula Hartmann.

## Entstehung und Artwork
Geschrieben wurde 3 Sekunden von den beteiligten Interpreten Céline Dorka und Paula Hartmann sowie den Koautoren Benjamin Bistram (Biztram), Tarek Ebéné, Robin Haefs, Jan Platt und dem Produzententeam Beatgees (bestehend Philip Böllhoff, Hannes Büscher, Sipho Sililo und David Vogt). Das Produzententeam Beatgees zeichnete darüber hinaus für die Produktion zuständig.
Auf dem Frontcover der Single ist Céline zu sehen. Es zeigt lediglich ihre schwarze Silhouette vor weißem Hintergrund. Als Fotograf fungierte hierbei Christopher Behrmann.

## Veröffentlichung und Promotion
Die Erstveröffentlichung von 3 Sekunden erfolgte als Single am 6. April 2023. Diese erschien als Einzeltrack zum Download und Streaming durch die Musiklabels A Million, BTGS und Groove Attack. Verlegt wurde das Lied durch Budde Music, Edition Bistram, Edition Djorkaeff Beatzarre, Edition K.I.Z. und Fisherman Songs.

## Inhalt
| „Alle drei Sekunden umdreh’n, nachts allein im Dunkeln. Sag mir, was weißt du davon? Kleine Tropfen in mei’m Glas drin, Herz fängt an zu rasen. Sag mir, was weißt du davon? Eine Hand an mei’m Arsch, aber alles nur Spaß. Mama hat uns gewarnt: ‚Das ist alles normal‘. Doch was weißt du davon? Ey. Bitte sag, bitte sag, was weißt du davon?“ – Refrain, Originalauszug | Der Liedtext zu 3 Sekunden ist in deutscher Sprache verfasst. Die Musik und der Text wurden gemeinsam vom Produzententeam Beatgees, Biztram, Céline, Tarek Ebéné, Robin Haefs, Paula Hartmann und Jan Platt komponiert beziehungsweise geschrieben. Musikalisch bewegt sich das Lied im Bereich der Popmusik und des Raps, stilistisch im Bereich des deutschen Hip-Hops. Das Tempo beträgt 68 Schläge pro Minute. Die Tonart ist fis-Moll. Inhaltlich geht es in 3 Sekunden um „Gewalt gegen Frauen“, vor allem das Thema der Sexualisierung steht dabei im Vordergrund. Sie singen über Gewaltausbrüche oder den Missbrauch durch K.-o.-Tropfen und kritisieren, dass Opfern häufig nicht geglaubt oder die Schuld auf sie abgewälzt werde. Aufgebaut ist das Lied auf einem Intro, zwei Strophen und einem Refrain. Es beginnt zunächst mit dem Ausruf „Ey!“, das als eine Art Intro fungiert, bevor die erste Strophe einsetzt. An die erste Strophe schließt sich erstmals der Refrain an. Bis zum Ende der ersten Strophe ist nur Céline zu hören. Sowohl die Strophe als auch der Refrain wurden als Achtzeiler verfasst. Der gleiche Aufbau wiederholt sich mit der zweiten Strophe, nur dass diese in einer erweiterten Fassung von Hartmann interpretiert wird. Der anschließende Refrain bildet das Ende des Stücks und wird von beiden Sängerinnen im Duett gesungen. Die Strophen werden von beiden Sängerinnen als Sprechgesang interpretiert, der Refrain als Gesang. |

## Musikvideo
Das Musikvideo zu 3 Sekunden feierte seine Premiere auf YouTube am 6. April 2023. Es zeigt größtenteils Céline, die ein weißes Outfit trägt und auf einem Barhocker Platz genommen hat, während sie das Lied singt. Paula Hartmann sitzt bei ihrem Abschnitt auf einer roten Couch oder bewegt sich vor einer Fensterpartie, während sie das Lied singt. Zwischendurch sind immer wieder kurze Schwarz-weiß-Aufnahmen oder Aufnahmen, in denen man lediglich Célines Silhouette sieht, zu sehen. Das Video endet mit Céline, die in einem dunklen Raum steht und einen Scheinwerfer auf sich gerichtet hat. Dazu wird die Telefonnummer für das Hilfetelefon Gewalt gegen Frauen eingeblendet. Während des gesamten Videos werden, am unteren Bildrand, die Liedzeilen eingeblendet. Die Gesamtlänge des Videos beträgt 2:49 Minuten. Regie führte, wie schon bei diversen Céline-Videos zuvor, die deutsch-tschechische Filmemacherin Hely Doan. Bis November 2023 zählte das Musikvideo über 900 Tausend Aufrufe bei YouTube.

## Mitwirkende
| Liedproduktion - Beatgees: Komponist, Liedtexter, Musikproduzent - Benjamin Bistram: Komponist, Liedtexter - Céline Dorka: Gesang, Komponist, Liedtexter, Rap - Tarek Ebéné: Komponist, Liedtexter - Robin Haefs: Komponist, Liedtexter - Paula Hartmann: Gesang, Komponist, Liedtexter, Rap - Jan Platt: Komponist, Liedtexter Unternehmen - A Million: Musiklabel - BTGS: Musiklabel - Budde Music: Verlag - C95 Production: Filmproduzent (Musikvideo) - Edition Bistram: Verlag - Edition Djorkaeff Beatzarre: Verlag - Edition K.I.Z.: Verlag - Fisherman Songs: Verlag - Groove Attack: Musiklabel | Visualisierung - Christopher Behrmann: Fotograf (Cover) Musikvideo (Auswahl) - Aaron Amponsim: Koproduzent - Yunus Ceviz: Set-Runner - Hely Doan: Regisseur, Schminke - Dania Douwa: Styling - Lennart Fränkel: Colorist - Laikazuri: Friseur - Vadim Michel: Oberbeleuchter - Dung Nguyen: Kameraassistent - Görkem Savsa: Filmproduzent - Andreas Szczurowski: Grip - Vinsley: Filmeditor, Kameramann - Rosa Ziogou: Schmink-Assistenz |

## Rezeption

### Rezensionen
Pia Schneider vom deutschsprachigen Online-Magazin Diffus beschrieb Céline und Paula Hartmann als beeindruckende Kombination zweier „extrem“ talentierter Sängerinnen. Die Message des Liedes verdiene die volle Aufmerksamkeit. Das Duo mache das alltägliche Problem sexualisierter Gewalt gegen Frauen in „schonungslos ehrlichen“ Zeilen zu einer minimalistischen Komposition deutlich. Getragen von einem „ruhigen“ Beat und „sphärischen“ Klavierakkorden würden die Worte von Céline und Hartmann den gewünschten Nachdruck entfalten.
Annika Eichstädt von Medien an der Schule ist der Meinung, dass sich Céline und Hartmann zusammengetan hätten, um „Betroffenen“ eine Stimme zu geben. Beide Sängerinnen würden ungeschönt und eindeutig über frühe Warnungen vor der Sexualisierung sprechen und die Schwierigkeit, wenn ein „Nein“ nicht als solches akzeptiert werde. Vor allem Hartmanns Strophe sei finster, diese wirke mit seinen „Worst-Case-Szenarien“ wie eine Steigerung. Das Stück sei „ein bisschen“ kurz, doch das Thema habe genug Nachdruck, was auch die Kommentare zum Musikvideo und in den Sozialen Medien widerspiegeln würde. So werde hoffentlich zum Nach- und Umdenken angeregt.

### Preise
Am 17. November 2023 wurde das Lied bei der ersten Polytonverleihung in der Kategorie „Text“ ausgezeichnet, wo es sich gegen Am Wahn (Tristan Brusch), Lächel doch mal (Shirin David), Lauf weg (Apsilon) und Verlierer (Luna) durchsetzen konnte. Darüber hinaus war das Lied in der Kategorie „Teamwork“ nominiert, unterlag hierbei aber der Plattform A Song for You.

## Chartplatzierungen
3 Sekunden stieg am 14. April 2023 auf Rang 45 in die deutschen Singlecharts ein, was zugleich die beste Platzierung darstellte. Die Single platzierte sich drei Wochen in den Top 100, letztmals am 28. April 2023.
Céline erreichte als Autorin und Interpretin mit 3 Sekunden je zum elften Mal die Singlecharts in Deutschland. Für Paula Hartmann ist es in ebendiesen Funktionen nach Kein Happy End (April 2022) und Geruch von Koks (Dezember 2022) je der dritte Charthit in Deutschland.